# Comté de Black Hawk
Le comté de Black Hawk est un comté de l'État de l'Iowa, aux États-Unis.
Il a été baptisé du nom du Black Hawk, un chef amérindien durant la Guerre de Black Hawk en 1832.